# The Great Music Experience
The Great Music Experience（ザ・グレート・ミュージック・エクスペリエンス）は、1994年に日本と世界のミュージシャンが出演した、奈良・東大寺仏殿前庭で開催されたコンサート。日程は5月20日・21日・22日の3日間。国連UNESCOの呼びかけにより催され、世界最大の大仏を安置する世界最大の木造建築物をバックにステージが組まれた。
UNESCOはこのイベントを7年間に渡って各世界遺産を含めた場所で行うコンサートの第1弾として考えていたが、これ以降の予定は実現に至らなかった。予定では他にピラミッドや中国の紫禁城、タージ・マハルなどが含まれていた。メキシコのピラミッドでの開催はペソの暴落により取りやめとなった。
唯一開催された日本でのコンサートは『GME '94 〜21世紀への音楽遺産をめざして〜 AONIYOSHI』と銘打たれた。

## 概要
東大寺でのコンサートでは、日本と西洋のミュージシャンが互いの文化の影響を示す音楽を演奏した。ボブ・ディランやジョニ・ミッチェル、INXSなども出演し、ボブ・ディランは東京ニューフィルハーモニック管弦楽団と共演した。ボブ・ディランがオーケストラと共演するのはこれが初めてである。
東大寺の僧侶らは、イギリスのプロデューサーであるトニー・ホリングスワースとの数か月に渡る交渉の末、コンサートの開催を承諾した。執事長の新藤晋海は、「仏教とは人々の幸福こそが願いであり、コンサートの開催が若い人々への仏教のアピールに寄与する」とした。UNESCOは、「開催場所が物理的にも文化的にも宗教的にも尊重されたものでなければ開催を許可できなかった」としている。
UNESCOは、一連のコンサートのでロック・ミュージシャン達の出演によって、世界文化遺産への新たな訪問者の増加を期待した。東大寺での開催は日本の伝統音楽の振興に資することであり、ボブ・ディランやボン・ジョヴィと同じステージに立つことも重要であった。
ホリングスワースは、日本と西洋のアーティストの共演による「音楽文化のローラー・コースター」を創りだすことが狙いであったと語る。5月22日のコンサート最終夜は50か国で放送されたが、機材トラブルにより所々で第2夜の映像が織り交ぜられた。西洋のアーティストが日本の文化イベントを鑑賞する様子や日本のアーティストとのリハーサル風景を撮影した2つのドキュメンタリーも放送された。
日本では、NHKが5月22日にBS 2で『BSスペシャル あをによしスーパーコンサート～東大寺から世界へ～』という番組タイトルでコンサートの様子を生放送した。

## 出演アーティスト
- ボブ・ディラン
- キャラ・バトラー
- 東大寺 声明・長谷寺 声明
- 堀ひろし
- INXS
- ジョン・ボン・ジョヴィ
- ジョニ・ミッチェル
- 玉置浩二
- レナード衛藤 & His Drummers
- リッチー・サンボラ
- ロジャー・テイラー
- ライ・クーダー
- 劉宏軍 & 天平楽府
- 喜納昌吉
- チーフタンズ
- 東京ニューフィルハーモニック管弦楽団
- 布袋寅泰
- 近藤等則
- ウェイン・ショーター
- X JAPAN
- YOSHIKI

### バッキング・ミュージシャン
- レイ・クーパー
- エドワード・シェアマー
- ジム・ケルトナー
- フィル・パルマー
- ピノ・パラディーノ
- ウィクス・ウィケンズ

## 製作
- Show conceived and Produced: Tony Hollingsworth
- Music and Sound Consultant: George Martin
- Music Director: Michael Kamen
- Director: Gavin Taylor
- Japanese Executive Producer: Kunihiko Yoshimeki
- Executive Producer: Alan Broach
- Television Co-Ordinating Producer: Phil Chilvers
- NHK Executive Producer: Akira Yoshigi
- Television Production for NHK: Teruo Nakatsugawa
- Set Design: Mark Fisher
- Graphic Design: 4i
- Lighting Designer: Patrick Woodroffe
- Sound Producer: Jon Kelly
- Production Managers: Michael Ahern, Benny Collins
- Head of TV Production: Sandy Fone
- Head of Radio Distribution: Steven Saltzman
- Head of Transmission: Dick Allot
- Production Companies: Tribute Productions, BBC, NHK
- TV Sales: Simon Woodroffe, Tony Hollingsworth[4]